# Hệ thần kinh tự chủ
Hệ thống thần kinh tự chủ (tiếng Anh: autonomic nervous system  (ANS)), trước đây gọi là hệ thần kinh thực vật là một bộ phận của hệ thần kinh ngoại vi, cung cấp cho cơ trơn và các tuyến, và do đó ảnh hưởng đến chức năng của các cơ quan nội tạng. Hệ thống thần kinh tự chủ là một hệ thống kiểm soát hoạt động vô thức và điều chỉnh các chức năng của cơ thể như nhịp tim, tiêu hóa, hô hấp, phản ứng con ngươi, tiểu tiện và kích thích tình dục . Hệ thống này là cơ chế chính trong việc kiểm soát phản ứng chiến đấu hay chạy.
Trong não, hệ thần kinh tự chủ được điều chỉnh bởi vùng dưới đồi. Các chức năng tự chủ bao gồm kiểm soát hô hấp, điều hòa tim (trung tâm kiểm soát tim), hoạt động vận mạch (trung tâm vận mạch), và các phản ứng như ho, nhảy mũi, nuốt và nôn. Sau đó chúng được phân chia thành các khu vực khác và cũng liên kết với các hệ thống con ANS và các hệ thống thần kinh bên ngoài não. Vùng dưới đồi, ngay phía trên cuống não, hoạt động như một bộ tích hợp cho các chức năng tự trị, nhận cung cấp điều tiết ANS từ hệ limbic để làm như vậy.
Hệ thống thần kinh tự chủ có hai nhánh: hệ thần kinh giao cảm và hệ thần kinh đối giao cảm. Hệ thống thần kinh giao cảm thường được coi là hệ thống "chiến đấu hay chạy", trong khi hệ thống thần kinh đối giao cảm thường được coi là hệ thống "nghỉ ngơi và tiêu hóa" hoặc "ăn uống và sinh đẻ". Trong nhiều trường hợp, cả hai hệ thống này đều có các hành động "đối lập", trong đó một hệ thống kích hoạt phản ứng sinh lý và một hệ thống khác ức chế nó. Một sự đơn giản hóa trước đây của hệ thống thần kinh giao cảm và đối giao cảm như "kích thích" và "ức chế" đã bị đạp đổ do có nhiều trường hợp ngoại lệ. Một đặc điểm hóa hiện đại hơn là hệ thần kinh giao cảm là một "hệ thống vận động đáp ứng nhanh" và đối giao cảm là một "hệ thống làm giảm hoạt tính chậm hơn", nhưng thậm chí điều này cũng có ngoại lệ, chẳng hạn như trong khi kích thích tình dục và cực khoái, trong đó cả hai đều đóng một vai trò.
Có những khớp thần kinh ức chế và kích thích giữa các nơ-ron. Tương đối gần đây, một hệ thống con thứ ba của nơ-ron được đặt tên là các chất dẫn truyền không cholinergic, không noradrenergic (vì họ sử dụng oxit nitric như một chất dẫn truyền thần kinh) đã được mô tả và nhận thấy là có trong chức năng tự trị, đặc biệt ở ruột và phổi.
Mặc dù ANS còn được biết tới như là hệ thần kinh nội tạng, ANS chỉ kết nối với bên vận động. Hầu hết các chức năng tự trị là không tự nguyện nhưng chúng thường có thể làm việc kết hợp với hệ thống thần kinh soma cung cấp sự kiểm soát tự nguyện.

## Chức năng

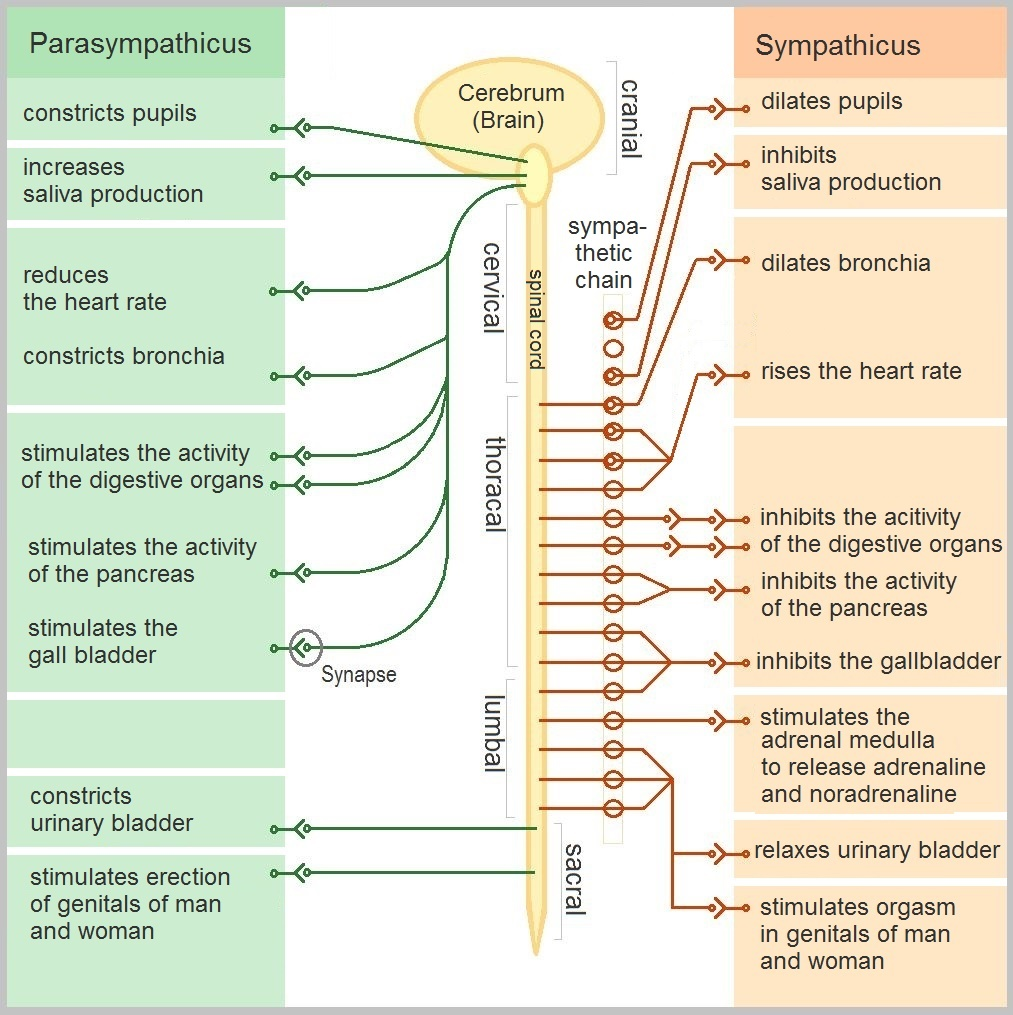
Chức năng của hệ thống thần kinh tự chủ

Các bộ phận giao cảm và đối giao cảm thường có chức năng chống lại nhau. Nhưng sự đối nghịch này tốt hơn nên được gọi là bổ sung trong tự nhiên chứ không phải là đối kháng. Một vấn đề tương tự, người ta có thể nghĩ đến bộ phận giao cảm như là bộ phận tăng tốc và bộ phận đối giao cảm như phanh. Bộ phận giao cảm thường có chức năng trong các hành động yêu cầu phản hồi nhanh. Bộ phận đối giao cảm với các hành động không cần phản ứng tức thời. Hệ thống giao cảm thường được coi là hệ thống "phản ứng-chiến đấu hay chạy trốn", trong khi hệ thống đối giao cảm thường được coi là hệ thống "nghỉ ngơi và tiêu hóa" hoặc "ăn uống và sinh sản".
Tuy nhiên, nhiều trường hợp hoạt động giao cảm và đối giao cảm sẽ không thể diễn tả được tình huống "chiến đấu" hoặc "nghỉ ngơi". Ví dụ, đứng lên từ vị trí ngồi sẽ gây ra một sự giảm huyết áp không bền vững nếu không phải là để gia tăng bù đắp trong sự co thắt giao cảm động mạch. Một ví dụ khác là điều chỉnh nhịp tim liên tục, từng giây, bởi các ảnh hưởng giao cảm và đối giao cảm, như là một chức năng của các chu kỳ hô hấp. Nhìn chung, hai hệ thống này nên được xem như các chức năng quan trọng điều chế liên tục, thường theo cách đối nghịch, để đạt được sự cân bằng nội môi. Một số hành động điển hình của hệ thống giao cảm và đối giao cảm được liệt kê dưới đây.

### Hệ thần kinh giao cảm
- Thúc đẩy phản ứng chiến-hay-chạy, tương ứng với kích thích và tạo năng lượng, ức chế tiêu hóa
- Chuyển dòng máu khỏi đường tiêu hoá (GI) và da bằng co mạch
- Dòng máu tới cơ xương và phổi được tăng cường (khoảng 1200% trong trường hợp cơ xương)
- Giãn tiểu phế quản bằng cách lưu thông adrenaline[8], cho phép trao đổi oxy phế nang nhiều hơn
- Tăng nhịp tim và co bóp các tế bào tim (myocytes), do đó cung cấp một cơ chế tăng cường lưu lượng máu đến cơ xương
- Dãn đồng tử và cơ mi, cho ánh sáng vào mắt nhiều hơn và tăng tầm nhìn xa
- Góp phần giãn mạch vành
- Co tất cả cơ thắt trong ruột và cơ vòng niệu
- Ức chế nhu động
- Kích thích cực khoái